# عدنان أبو أندلس
عدنان أبو أندلس شاعر وناقد عراقي من مواليد 17 فبراير 1956 ديالى – العراق، وتوفي عام 2023. نشأ وترعرع في قرية «باجوان»، وأكمل مراحله الدراِسية الثلاثة في مدينة كركوك، وبعدها حصل على شهادة «الدبلوم» من معهد الإدارة القانونية في كركوك، عمل في شركة نفط الشمال، ثم أكمل لاحقًا دراستهُ في كلية الصحافة «الأعلام ط، ومُنح شهادة البكالوريوس عام 2012 من» جامعة سانتكلمنتس «المفتوحة» وعمل موظفاً إعلامياً في وظيفتهِ في الشركة. عمل في العديد من الصحف والمجلات والمؤسسات الصحفية المحلية، وكتب المئات من الدراسات النقدية، ولهُ العشرات من تقديم لأعمال الشعراء في العراق في أكثر الأجناس الأدبية، ومختلف دول شعراء الوطن العربي، وشعراء المنافي في الخارج.

## البدايات
كتب الشعر في وقت مبكر، ونشر أولى قصائده النثرية في أيار 1981 في جريدة الراصد بعنوان (قطرات عذاب).

## مساهماتهِ الأدبية
- ينشر في صحيفتي الزمان والاتحاد في العراق، ولهُ منشورات في مجلة بيت الشعر العراقي، ومجلة الأدب العالمي كيكا، ومجلة السلام الدولية –السويد، وصحف بغدادية – الصباح، الصباح الجديد، الدستور، الزوراء، المشرق، وصحف من دول المغرب العربي.

```
– تسلسل 156 – أ انضم إلى الموسوعة الكُبرى للشعراء العرب ضمن 2000 شاعر، وبتسلسل 156 صفحة 1127 حرف ع - ج3 –* من إعداد فاطمة بوهراكة. 
```

- لهُ قصائد مترجمة ضمن كتاب " منسوجة الشعر العراقي المعاصر " تأليف أ.د أنعام الهاشمي بكتابها " منسوجة من الشعر العراقي المعاصر ط1- 2015 – دار أمازون –أمريكا، كذلك تُرجمت بعضاً من قصائدهِ إلى اللغة الإنكليزية والفرنسية والألمانية والإسبانية والفارسية.
- دراسة انطباعية في متوجي حملة الإشارة – هذا هو الشاعر العراقي إلى التسلسل (52) سيتم جمعها في نهاية الحملة بكتاب.
- نشر قصائده ودراساته النقدية في الصحف والدوريات العراقية منذ مطلع التسعينيّات. *يتواصل مع زملائه الشعراء والكتاب في فروع اتحاد الأدباء بشكل دوري وعبر المكالمات والبريد الإلكتروني.

## مشاركاتهِ في المحافل والمهرجانات
- شارك في عدة مهرجانات شعرية وتظاهرات ثقافية داخل القطر منها:
- مهرجان كركوك القطري الأول \ 2005
- ملتقى جمعية الثقافة للجميع / 23-9- 2005.
- مهرجان الطوز الثقافي \ 2009
- مهرجان عاصمة للثقافة العراقية / نيسان / 2010 .
- مهرجان المربد الشعري السابع، بصرة 2010.
- مهرجان المربد الشعري التاسع 2012.

,* مهرجان المربد العاشر/البصرة 2013.
,*مهرجان الجواهري السابع/بغداد-2010.
- مهرجان الجواهري الثامن،2011.
- مهرجان الفلوجة الثاني-2011.
- مهرجان الكميت الأول -ميسان -2011.
- الملتقى الثقافي العربي /الكردي – بصرة، 2012.
- مهرجان كلاويز-2012, السليمانية.
- ملتقى صدانا الرابع –بغداد 2013,.
- مهرجان تحتفي ببغداد عاصمة للثقافة العربية / ت 11- 2013 .
- مهرجان السريان الرابع-أربيل_عنكاوا – شباط -2013.
- مهرجان جماعة كركوك الثقافي الأول 2014.
- مهرجان الملتقى العربي العراقي «يوم الِشعر العالمي» بغداد – آذار -2017 .
- مهرجان المربد – البصرة – 2018 .
- مهرجان الجواهري – بغداد -2018 .
- مؤتمر السرد – بغداد – 2018 .
- محفل نقدي «جماعة كركوك» 2018 – بغداد.
- جلسة نقدية «جماعة كركوك» 2019 – جامعة كركوك.

## إصداراته

### الشعرية
•	أحلام مؤجلة 2002
•	أحزان مُغلفة 2003
•	مسارات كيرخو 2004
•	سُحبٌ هُناك.. ساخنة 2005
•	شهقات الحرير 2006
•	معزوفة الدمشقي 2010
•	ترنيمة الغائب 2016

### كتب مشتركة
•	26 نبضة – شعر 2001
•	كركوكنا – شعر -2009
كتب نقدية:
```
كتاب نقدي - رؤى وانطباعات - دراسات -2013 .
كتاب نقدي - عابرو الحياة الرخيصة – دراسات -2014.
كتاب نقدي «شذرات لامعة في قصائد مختارة»– حملة الإشارة – هذا هو الشاعر العراقي –
```

```
دراسات - 2015 كتاب سيًرة «أمثولة العابد»
```

```
2018 - ذكريات – سيرة ذاتية. 
```

كتاب نقدي «التأصيل التأثري» 2018 – دراسات في شاعر وقصيدة.
- كتاب نقدي «التطابق والمقاربة» 2019 – دراسات - في الروايات.
- لهُ كتاب نقدي تحت الطبع «بصمة الأُنوثة السًحرية» لنصوص شواعر من العراق والوطن العربي.

### كُتب السيرة
•	أمثولة العابد " 2018 " ذكريات – سيرة ذاتية.
• تحت الطبع: «زوايا الضباب» سيرة ذاتية - من النشأة وحتى الآن.